# نيلسون جي. بيتش
نيلسون جي. بيتش هو سياسي أمريكي، ولد في 21 سبتمبر 1800، وتوفي في 22 فبراير 1876. نشط حزبياً في حزب اليمين. وقد انتخب عضو جمعية ولاية نيويورك ‏ وانتخب عضو مجلس ولاية نيويورك ‏.